# Groepsgebiedenwet
De Groepsgebiedenwet (Afrikaans: Groepsgebiedewet) omvatte een drietal Zuid-Afrikaanse wetten uit 1950 die deel uitmaakten van een geheel van wetten die ingesteld werden in de tijd van de apartheid. De wet voorzag dat voor de verschillende rassen verschillende delen van het land toegewezen gekregen, waardoor de ruimtelijke indeling ook was ingesteld op het apartheidssysteem. Het effect van de wetten was dat niet-blanken niet meer mochten wonen in de veelal ontwikkelde en vruchtbare gebieden. Dit leidde ertoe dat vele niet-blanken ver moesten reizen naar hun werk. Door de wetten konden niet-blanken ook gedwongen worden om uit bepaalde gebieden gezet te worden, wanneer ze niet vrijwillig waren verhuisd. Het gebied dat de niet-blanken werd toegewezen was echter vele malen kleiner dan dat de blanken werd toegewezen, terwijl de niet-blanken in de meerderheid waren. De pasjeswetgeving zorgde ervoor dat de Zuid-Afrikaanse overheid controle uit kon voeren.
De wet is in 1950 aangenomen en in de jaren erna ingevoerd. Op de wet zijn diverse amendementen uitgevoerd. In 1991 is de wet buiten werking gesteld, samen met vele andere apartheidswetten.